# Steve McCurry
Steve McCurry ameriški fotograf, freelancer in fotoreporter, * 23. april 1950, Philadelphia, Pennsylvania, ZDA.
Najbolj je znan po fotografiji afganistanske deklice s prodornimi zelenimi očmi, ki jo je na svoji naslovnici objavila revija National Geographic. Tekom svoje kariere je opravljal številne naloge za National Geographic od leta 1986 je član kooperative Magnum Photos. McCurry je prejemnik številnih nagrad, med drugim tudi revije Photographer of the Year, ki jo podeljuje National Press Photographers Association ;  Royal Photographic Society's Centenary Medal ; in dve nagradi prvega mesta tekmovanja World Press Photo (1985 in 1992).

## Življenje in delo
McCurry se je rodil v Philadelphiji v Pensilvaniji kjer je obiskoval univerzo Penn State. Prvotno je nameraval študirati kinematografije in film a je nato leta 1974 diplomiral iz gledališke umetnosti. Za fotografijo se je začela zanimati, ko je začel fotografirati za časopis Penn State The Daily Collegian .
Po enem letu dela v Indiji je McCurry odpotoval v severni Pakistan, kjer je spoznal dva Afganistanca, ki sta mu pripovedovala o vojni v sosednjem Afganistanu.
Kariera McCurryja se je začela, ko je preoblečen v afganistansko obleko, tik pred sovjetsko invazijo, prestopil pakistansko afganistansko mejo na območja, ki so ga nadzorovali uporniki. "Takoj ko sem prestopil mejo, sem naletel na približno 40 hiš in nekaj šol, ki so bile pravkar bombardirane," pravi. Afganistan je zapustil z zvitki filma všitimi v turban ter natlačenimi v nogavice in spodnje perilo. Fotografije so kasneje objavili v The New York Times, Time in Paris Match  in so mu prinesle zlato medaljo Roberta Cape za najboljše fotografsko poročanje iz tujine.
McCurry je tekom kariere pokrival več oboroženih spopadov med katerimi so: iransko-iraška vojna, libanonska državljanska vojna, kamboška državljanska vojna, islamski upor na Filipinih, zalivska vojna in afganistanska državljanska vojna . V nekaj dogodkih je skoraj izgubil svoje življenje. V Indiji se je skoraj utopil in preživel letalsko nesrečo v Sloveniji kjer je letalo padlo v Blejsko jezero. McCurry svoja dela objavlja v revijah po vsem svetu in pogosto sodeluje z National Geographicu.
McCurry se osredotoča na davek, ki ga vojna terja od človeka. Pokazati namerava kaj vojna naredi ne le pokrajini, temveč tudi ljudem, ki naseljujejo deželo. "Večina mojih podob temelji na ljudeh. Iščem nezaščiten trenutek, ključno dušo, ki pokuka ven, izkušnje urezane na obrazu človeka. Poskušam predstaviti kako je biti ta oseba, oseba, ujeta v širši pokrajini, ki bi ji lahko rekli človeško stanje. "  Tisto kar McCurry želi, da ga gledalci odnesejo od njegovih fotografij, je "človeško povezavo med vsemi nami". Verjame, da je med vsemi ljudmi vedno nekaj skupnega, kljub razlikam v religiji, jeziku, narodnosti itd. McCurry tudi navaja: "Ugotovil sem, da me popolnoma prevzema pomembnost zgodbe, ki jo pripovedujem, občutek, da je spoznal svet. Nikoli ne gre za adrenalin. Gre za zgodbo. "  Občasno je bil McCurry priča nekaterim "grozljivim" in "pretresljivim" videnjem. V takih časih je fotoaparat uporabljal kot "ščit", ker je lažje spremljati te dogodke skozi iskalo.
10. septembra 2001 se je McCurry vrnil iz Tibeta ko je naslednji dan zjutraj, 11. septembra, prejel klic, da je Svetovno trgovinski center v ognju. Šel je na streho svoje stavbe in začel fotografirati, takrat še ni vedel, da sta se letali zaleteli v stolpa. McCurry je bil na strehi, ko sta oba stolpa padla, "enostavno ni ju bilo več. Zdelo se je nemogoče. Kot da nekaj vidiš vendar v resnici ne verjameš temu kar vidiš. "  Po padcu stolpov je McCurry s svojim asistentom stekel na točko nič. Opisuje prizor, "povsod je bil ta zelo droben bel prah in ves ta pisarniški papir, vendar ni bilo prepoznavne pisarniške opreme - nobenih omaric, telefonov, računalnikov. Zdelo se je, kot da je bila celotna stvar zdrobljena. " McCurry je kasneje tisto noč odšel in se 12. septembra zgodaj vrnil, ni imel nobenih novinarski dovoljenj zato se je moral pretihotapiti mimo varovanja. Sčasoma so ga ujeli in pospremili iz točke nič, nazaj se ni hotel vrniti.
McCurry je upodobljen v televizijskem dokumentarcu The Face of the Human Condition (2003) Denisa Delestraca .
McCurry je leta 2005 opustil film in začel uporabljati digitalno fotografijo zaradi lažjega urejanja fotografij na terenu. V intervjuju za The Guardian je dejal, da nima nostalgije po delu s filmom . "Morda je stare navade težko prekiniti, vendar moje izkušnje kažejo, da je večina mojih kolegov, ne glede na starost, zamenjala stran. . . Kakovost še nikoli ni bila boljša. Delate lahko na primer v izjemno šibki svetlobi. " 
McCurry fotografira tako v filmski kot digitalni obliki, vendar pravi, da raje snema s prosojnim filmom. Eastman Kodak mu je podaril zadnji zvitek filma Kodachrome, ki ga je izdelal Kodak. McCurry je zvitek filma porabil in ga julija 2010 dal obdelal Dwayne's Photo v Parsonsu v Kansasu. Večino teh fotografij je na internetu objavil časopis Vanity Fair. McCurry navaja: "Snemal sem ga 30 let in v svojem arhivu imam nekaj sto tisoč slik na Kodachromeu. Poskušam posneti 36 slik, ki delujejo kot nekakšen zaključek - za označevanje konca Kodachromea. Bil je čudovit film. " 
Leta 2015 ga je Microsoft najel za fotografiranje Novo Zelandske pokrajine,fotografije so bile nato uporabljene za ozadja v sistemu Windows 10 .
Leta 2019 je v knjigi Steve McCurry. Živali  izšla zbirka njegovih najljubših fotografij živali.

### Afganistanska deklica
McCurry je fotografijo afganistanske deklice naredil decembra 1984 . Prikazuje približno 12-letno paštunsko siroto v begunskem taborišču Nasir Bagh v bližini Pešavarja v Pakistanu . McCurry je deklico našel, ko je zaslišal "nepričakovani smeh", ki je prihajal od otrok v enosobnem šolskem šotoru za dekleta. "Opazil sem to deklico s temi neverjetnimi očmi in takoj sem vedel, da je to res edina fotografija, ki sem jo hotel narediti," pravi. To je bilo prvič, da je bila ta deklica fotografirana. Slika je bila imenovana za "najbolj prepoznavno fotografijo" v zgodovini revije National Geographic, junija 1985 pa je bila uporabljena kot naslovna fotografija te revije. Fotografija je bila pogosto uporabljena tudi v brošurah, plakatih in koledarjih Amnesty International. Identiteta "afganistanske deklice" je ostala neznana več kot 17 let, dokler McCurry in ekipa National Geographica leta 2002 nista locirala žensko Sharbat Gula. McCurry je dejal: "Njena koža se je postarala; zdaj so gube, vendar je tako presenetljiva, kot je bila vsa tista leta nazaj." 

### Polemika glede afganistanske deklice
Leta 2019 je majhen a vzpenjajoč vloger in profesionalni fotograf z imenom Tony Northrup objavil raziskovalni dokumentarec v katerem je McCurryja obtožil, da je fotografijo dobil pod lažnimi predstavami in pri tem ogrozil dobro počutje Gule. McCurryjeva ekipa za obveščanje javnosti se je odzvala z obtožbo Northrupa za obrekovanje in posnetek je bil odstranjen. Kmalu zatem pa je bil znova naložen s številnimi popravki ter s priloženim dokumentom v katerem so bili podrobno opisani številni viri, ki jih je Northrup pridobil. Tudi sama Sharbat Gula je predložila nekaj komentarjev na fotografijo, ki jih je leta 2017 objavil BBC News.

### Foto manipulacija
Leta 2016 je bil McCurry obtožen, da je s svojimi fotografijami prekomerno manipuliral preko programa Photoshop in na druge načine ter odstranjeval posameznike in druge elemente.
V intervjuju za PetaPixel maja 2016, McCurry ni posebej zanikal večjih sprememb, ki jih je opravljal na fotografijah svoje delo pa opredeljuje kot "vizualno pripovedovanje zgodb" in kot "umetnost". Kasneje pa je dodal, da drugi tiskajo in pošiljajo njegove slike med tem ko on potuje, kar pomeni, da so bili odgovorni za veliko manipulacijo. "Tako se je zgodilo v tem primeru. Samoumevno je, da je bilo to, kar se je zgodilo s to sliko, napaka, za katero moram prevzeti odgovornost, "je zaključil.
Ko govorimo o tem vprašanju s pisec na timeovi spletni strani ' Lightbox, je imel McCurry podobne pripombe o tem, da je "vizualni oblikovalec", čeprav ni povedal, da so spremembe opravili drugi brez njegove vednosti. Dejansko je pisatelj Time zapisal naslednjo izjavo: "McCurry je bil soočen z vse več dokazi o lastnih manipulacijah zato je bil prisiljen razložiti svoje stališče na fotografiji." V nobenem intervjuju ni razpravljal o tem, kdaj se je začela foto manipulacija ali katere slike so bile manipulirane. Vendar je glede na polemike, ki jih je ustvaril, dejal, da se "za naprej zavzemam, da bom program uporabljal le minimalno, tudi za lastna dela na osebnih potovanjih."  McCurry je Time Lightboxu ponudil tudi naslednji zaključek: "Razmislek o situaciji ... čeprav sem mislil, da lahko svoje slike spreminjam po svojih željah v estetskem in kompozicijskem smislu, zdaj razumem, kako zmedeno mora biti to za ljudi, ki še vedno mislijo, da sem fotoreporter. "

## Nagrade
- 1987 - Častna medalja za pokrivanje filipinske revolucije 1986, Filipini, White House News Photographers Association [28]
- 1992 -First Place Nature and Environment Oil-Stricken Bird, Kuwait First Place, General News Stories: Kuwait after the Storm Children's Award: "Camels Under a Blackened SKy", World Press Photo Competition [29]
- 1992 - Magazine Feature Picture Award of Excellence: Fiery Aliens First Place, Magazine Science Award: Camels Under A Blackended Sky First Place, Gulf News Sky: Kuwait After the Storm, Picture of the Year Competition [30]
- 1992 - Memorjalna nagrada Oliver Pebbot: najboljša fotoreportaža iz tujine o zalivski vojni, Overseas Press Club [31]
- 1993 - Nagrada za odličnost za Rubble of War, National Press Photographers[32]
- 1994 - Ugledna nagrada za umetnike in arhitekturo, Pennsylvania State University [33]
- 1998 - Nagrada za odličnos, Portreti: Red Boy, Picture of the Year Competition[34]
- 2002 - Nagrada za odličnost za "Afganistanske ženske" [35]
- 2002 - Fotograf leta [36]
- 2003 - C-prejemnik newyorškega filmskega festivala Bog za dokumentarni film, Afghan Girl Found [37]
- 2003 - Luciejeva nagrada za fotoreporterstvo [38]
- 2005 - Photojournalism Division - International Understanding through Photography award, Photographic Society of America [10]
- 2006 - Prvo mesto, Buddha Rising, National Geographic, National Press Photographers Associate [39]
- 2011 - Leica Hall of Fame Award [40]
- 2014 -  Photography of Appreciation Award [41]
- 2018 - Novinarsko nagrado Zlati golobi za mir, ki jo je izdal Italijanski raziskovalni inštitut Archivio Disarmo [42]

## Razstave
- 2015–2016 - Steve McCurry: Indija, Muzej umetnosti Rubin, New York [43]
- 2015-2016 - Steve McCurry - Ikone in ženske, Musei di San Domenico, Forlì, Italija
- 2016 - Steve McCurry: ikonične fotografije, galerija Sundaram Tagore, Hongkong [44]
- 2016 - Svet skozi njegov objektiv: Steve McCurry Photographs, New York, ZDA [45]
- 2017 - Svet Steva McCurryja, Bussels, Belgija [46]
- 2018 - Steve McCurry Icons, Pavia, Italija [47]
- 2018 - 'Wanderful-Making Pictures - samostojna razstava Stevea McCurryja, Tajpej, Tajvan [48]
- 2019 - "Le Monde de Steve McCurry", La Sucrière, Lyon, Francija
- 2019 - "Steve's House : stalna razstava ", Kashan, Iran
- 2019 - "Hrana", Musei di San Domenico, Forlì, Italija

## Objave
- Theroux, Paul (1985). The Imperial Way. Photographs by Steve McCurry. Boston: Houghton Mifflin. ISBN 978-0-395-39390-1.Theroux, Paul (1985). The Imperial Way. Photographs by Steve McCurry. Boston: Houghton Mifflin. ISBN 978-0-395-39390-1. Theroux, Paul (1985). The Imperial Way. Photographs by Steve McCurry. Boston: Houghton Mifflin. ISBN 978-0-395-39390-1.